# Randy Bass
Randy William Bass (born March 13, 1954) một cựu chính trị gia và cầu thủ bóng chày chuyên nghiệp người Mĩ chơi ở vị trí chặn lũy một, từng thi đấu cho các đội bóng Minnesota Twins, Montreal Expos, Kansas City Royals, San Diego Padres, Texas Rangers của Major League Baseball (MLB) và Hanshin Tigers thuộc Giải bóng chày chuyên nghiệp Nhật Bản (NPB), trước khi đảm nhiệm sở tại Quốc hội bang Oklahoma.

## Tiểu sử
Bass sinh ra tại Lawton, Oklahoma, và theo học tại trường Trung học Lawton. Trong thời gian, anh tham gia CLB bóng chày và bóng bầu dục của trường và lọt vào đội hình tiêu biểu của bang ở cả hai môn, thậm chí được Đại học Oklahoma và Đại học Kansas State mời học bổng thi đấu bóng bầu dục.

## Sự nghiệp bóng chày

### Major League Baseball
Minnesota Twins chiêu mộ Bass trong Kì tuyển chọn cầu thủ MLB năm 1972, và anh ra mắt đội một ở vị trí chốt 1 năm 1977. Tuy nhiên, sự xuất hiện của Rod Carew trong đội hình xuất hiện khiến Bass phải ngồi dự bị, thậm chí bị bán và qua tay các đội hạng dưới trước khi dạt qua ghế dự bị ở lần lượt Montreal Expos, San Diego Padres và Texas Rangers.
Trong 6 năm tại MLB, Bass đạt tỉ lệ hit 0,212, ghi 9 home run và 45 điểm đập trong vỏn vẹn 130 trận đấu, chủ yếu từ ghế dự bị. 

### Hanshin Tigers (NPB)
Ngay sau mùa giải 1982, Bass được Hanshin Tigers của chi giải Central League (NPB) chiêu mộ cho vị trí chốt 1 trong đội hình xuất phát.
Bass nhanh chóng thích ứng để đập trả những cú giao bóng tại giải Nhật, kết thúc mùa giải 1983 ghi được 35 home run. Trong 6 mùa giải tại Tigers, Bass là trụ cột hàng tấn công của đội và một trong những tay đập vĩ đại nhất trong lịch sử giải đấu:
- Năm 1986, Bass suýt chút nữa trở thành cầu thủ đầu tiên tại NPB đạt tỉ lệ hit 0,4. Tuy nhiên, tỉ lệ 0,389 của anh là kỉ lục trong một mùa tại giải cho tới nay[2].
- Bass giành liên tiếp 2 danh hiệu Vua 3 thông số dành cho tay đập vào năm 1985 và 1986, danh hiệu Tay đập Vô địch trong 4 năm liên tiếp.
- Năm 1985, Bass suýt chút nữa san bằng kỉ lục home run trong một mùa giải của Oh Sadaharu (55 HR) với 54 HR. Đáng chú ý, trong serie cuối cùng của mùa giải trước Yomiuri Giants của HLV trưởng Oh, các tay ném Giants đã không ném bóng tốt (strike) để Bass không có cơ hội đập home run thứ 55, một động thái được xem là để ngăn một ngoại binh như Bass san bằng kì lục[3][4].
- Bass được nhớ đến là công thần chính lĩnh xướng hàng công đưa Tigers lên ngôi vô địch Nippon Series đầu tiên trong lịch sử CLB năm 1985, và dành danh hiệu MVP của cả Nippon Series và chi giải Central League năm đó[5].

Tuy nhiên, vào năm 1988, Tigers tuyên bố chấm dứt hợp đồng với Bass do vi phạm nội quy CLB. Trước đó, Bass đã rời Nhật Bản về Hoa Kỳ để chăm sóc đứa con đang trải qua cuộc phẫu thuật cắt bỏ u não, và không thể về tập trung với CLB khi tới mùa giải. Tuy nhiên, việc về Mĩ của Bass đã sự đồng ý của ban lãnh đạo Tigers theo bản ghi âm được Bass đưa ra. Động thái đơn phương chấm dứt hợp đồng của phía Tigers được cho là để thoái thác trách nhiệm chi trả cho việc điều trị cho con của Bass, và việc thất bại trong việc đàm phán để CLB miễn trừ trách nhiệm trên đã đẩy tới việc giám đốc điều hành Tigers Furuya Shinya tự sát. Sau khi kiện CLB Tigers ra toà vì vi phạm chấm dứt hợp đồng và trở thành cầu thủ tự do, Bass từ chối các lời đề nghị gia nhập Nankai Hawks, Yakult Swallows, Chunichi Dragons và tuyên bố giải nghệ.
Năm 2023, Bass, cùng Alex Ramirez, được vinh danh tại Đại sảnh Danh vọng Bóng chày Nhật Bản, trở thành một trong những cầu thủ nước ngoài đầu tiên nhận được vinh dự này kể từ Viktor Starukhin năm 1960. Năm 2025, Bass được chính phủ Nhật Bản trao tặng Huân chương Mặt trời mọc hạng Tư vì những đóng góp của ông cho thể thao Nhật Bản.

#### Phiên âm tên trong tiếng Nhật
Dù cái tên Bass thường được phiên âm kana là Basu (バス Basu), tên họ của Randy Bass được phiên âm trên thực tế là Bāsu (バース Bāsu, phát âm [baːsɯ], trong đó âm "ba" kéo dài). Đây là yêu cầu từ phía CLB Hanshin Tigers, do doanh nghiệp chủ quản, Tập đoàn Đường sắt điện Hanshin bấy giờ sở hữu công ty vận tải xe bus (Hanshin Bus). Do phiên âm thông thường của "Bass" là basu (バス basu) trùng với "[xe] bus", ban lãnh đạo Tigers lo ngại các đầu báo sẽ giật tít gây nhầm lẫn thành "Hanshin Bus không thể ngăn cản" (nếu Bass liên tục ghi hit), "Hanshin Bus phát nổ" (khi Bass ghi được home run), hay "Hanshin Bus tan nát" (khi phong độ của Bass xuống dốc), gây ảnh hưởng tiêu cực tới hình ảnh thương hiệu Hanshin Bus.

## Sự nghiệp chính trị
Sau khi giải nghệ, Bass tích cực tham gia các hoạt động cộng đồng để quảng bá bóng chày tại quê nhà Oklahoma, đồng thời tiếp tục sang Nhật Bản trong vai trò đại sứ văn hóa. Ông được bầu vào Quốc hội bang Oklahoma năm 2004, 2006, 2010 và 2014 với tư cách đảng viên Dân chủ. Tại Quốc hội bang, ông đồng nắm giữ chức chủ tịch ủy ban về Quản lí Hành chính và Trưng dụng Tài nguyên, cũng như tham gia các hội đồng về Trưng dụng, Tư pháp, Quản lí Hưu trí và Bảo hiểm.
Tháng 10 năm 2014, Bass được bầu làm lãnh đạo phe Dân chủ thiểu số tại Quốc hội bang Oklahoma. Tuy nhiên, ông bị bãi nhiệm vào tháng 7 năm 2015 và nhường vị trí cho John Sparks.

## Trong văn hóa đại chúng
Bass được cho là có liên quan tới Lời nguyền Đại tá Sanders - một truyền thuyết đô thị Nhật Bản. 
Sau khi Hanshin Tigers giành chức vô địch Central League năm 1985, trong đó Bass là công thần lớn nhất trên hàng công, người hâm mộ Tigers đã đổ ra đường phố Ōsaka ăn mừng. Tại quận Dōtonbori, họ thực hiện một nghi thức ăn mừng: sau khi đồng loạt hát bài cổ động của một cầu thủ, thành viên giống cầu thủ đó nhất trong đám đông sẽ nhảy từ cầu Ebisu xuống kênh Dōtonbori. Khi tới lượt Bass, do không ai trong đám đông giống một người đàn ông da trắng râu xồm, họ đã lấy tượng đại tá Sanders từ một cửa hàng KFC gần đó để ném xuống kênh. Tuy sau đó Hanshin Tigers đã hạ Seibu Lions để vô địch Nippon Series năm 1985, thành tích câu lạc bộ Tigers trở nên bết bát một cách bất thường, với 18 năm liên tiếp nằm ở nửa cuối bảng xếp hạng, cùng sự chia tay, sa sút hay chấn thương liên tiếp của Bass và các công thần khác như Kakefu Masayuki hay Mayumi Akanobu. Tigers không thể dành thêm danh hiệu Nippon Series nào cho tới năm 2023, sau khi tượng đại tá Sanders được trục vớt gần như toàn bộ trong những năm trước đó và Bass được vinh danh tại Đại sảnh Danh vọng Nhật Bản. 

## Khen thưởng
- Huân chương Mặt trời mọc, hạng Tư, Tia sáng Vàng với Nơ (2025)[15]